# 희천발전소
희천발전소(熙川發電所, 영어: Huichon Power Plant)는 조선민주주의인민공화국의 자강도 희천시에 있는 수력발전소이다. 희천발전소는 희천1·2호 발전소로 구성되는데 희천1호 발전소는 압록강의 지류인 장자강 상류를 용림댐(문화어: 룡림언제)으로 막아 낭림산맥을 관통하는 30km의 수로터널(문화어: 물길굴)을 통해 낙차가 큰 청천강 상류로 떨어뜨려 전기를 생산하는 전형적인 유역변경식 수력발전소이고, 희천2호 발전소는 이 물과 청천강의 물을 합류시켜 많은 수량을 이용한 일반적인 수력발전소이며, 2012년 4월에 완공되었다. 희천발전소의 완공으로 평양시는 더욱 안정적인 전력공급을 받을 수 있게 되었다.

## 건설 배경
희천발전소는 2009년 3월 당시 김정일 국방위원장의 지시에 따라 착공되었다. 김정일은 희천발전소 건설을 2009년 사회주의 강국건설의 최전선으로 규정하고 사회주의 강국건설에서 전환을 일으키자면 전기 문제부터 풀어야 하며 특히 평양시의 전기 문제를 풀자면 결정적으로 희천발전소를 건설해야 한다고 강조하고 발전소 건설을 2012년까지 끝낼 목표를 세우라고 지시하였다. 또한 김정일은 8차례나 희천발전소 현지 지도를 하였다고 노동신문은 보도하였다. 희천발전소는 2009년 2010년 노동당 기관지 노동신문,  인민무력성의 기관지 조선인민군, 김일성-김정일주의청년동맹의 기관지 청년전위 신년 공동사설에서 언급될 정도로 핵심 사업 가운데 하나였으며, 주북한 중국대사관도 홈페이지에서 희천발전소는 조선민주주의인민공화국의 경제발전에 큰 공헌을 하게 될 것이라고 소개하였다.

## 희천속도 또는 단숨에 기상
2011년 5월 3일 조선중앙통신은 희천발전소 기본 건설물인 용림댐(문화어: 룡림언제) 콘크리트 공사를 완료하였다고 보도했는데, 희천발전소는 조선민주주의인민공화국이 최근 20년 동안 건설한 발전소 중 가장 큰 규모로 알려졌으며 10년 이상 걸려야 한다던 대규모 건설을 단 3년 동안에 끝내고 2012년 4월 5일 희천1호발전소와 희천2호발전소가 함께 준공되었다고 노동신문은 알렸다. 희천발전소 건설은 속도전 구호로서 이른바 희천정신, 희천속도 또는 단숨에 기상이라는 말을 탄생시켰는데, 이것은 2011년 5월 김정일 국방위원장과 김정은이 희천발전소 현지 방문에서 인민군대의 건설자들이 산 중턱에 높이 세운 〈단숨에〉라는 구호를 보고 당의 명령이라면 불과 물속에라도 주저없이 뛰어들어 단숨에 결사관철하는 이른바 영웅적 조선인민군 군인들의 불굴의 정신력을 칭찬한 것에서 비롯되었다. 이로부터 단숨에 기상은 훈련장뿐만 아니라 조선인민군의 건설 토목공사 현장 등에서 유달리 강조되었다.

## 완공된 이후
희천발전소는 생산된 전기의 전량을 평양에 직접 보내고 있으며 이전까지 평양시는 필요한 전력을 평양화력발전소, 동평양화력발전소 그리고 북창화력발전소 등에서 공급받았으나 희천발전소가 완공됨으로써 평양시의 전력공급에 큰 도움이 되었다. 희천발전소의 가동으로 평양시의 주민 생활은 적지 않은 개선을 가져 왔는데 수요보다 공급량이 만족스럽지 못한 상황에서는 즉, 제한된 전기를 많은 가정들이 나누어 쓰면 주파수와 전압이 안정되지 않지만 새로 설치한 송전선을 통하여 희천에서 평양까지 직접 전기가 들어옴으로써 주파수와 전압이 한층 안정된  질 좋은 전기를 시민들에게 공급할 수 있게 되었으며 평양 시내 중심부의 창전거리나 릉라인민유원지 그리고 평양 시내의 많은 거리 등에서 희천발전소의 덕을 보고 있다고 조선신보는 보도하였다.

## 청천강 계단식 발전소
희천발전소는 1단계 공사이었던 자강도의 희천1·2호 발전소 건설 이후, 2013년 1월 30일 희천발전소 2단계 공사로 청천강 흐름을 따라 자강도, 평안북도, 평안남도에 이르는 77km 구간에 서로 다른 발전능력을 가진 10개 중·소형 발전소로 이루어진 청천강 계단식 발전소 착공으로 이어졌으며 각기 희천3호부터 12호라고 이름을 붙였는데, 청천강 계단식 발전소는 김정은의 2014·2015년 신년사에서 한 해의 과업으로 빠짐없이 등장하였다. 조선중앙통신은 2015년 11월 17일 청천강 계단식 발전소 완공 소식과 함께 희천9호 발전소에서 준공식이 열렸다고 보도하였는데, 희천1·2호 발전소의 출력은 합계 30만Kw이며 희천3~12호 발전소 출력은 합계 12만Kw라고 또한 전했다. 오수용 노동당 비서는 발전소 준공식에서 10개의 청천강 계단식 발전소가 완성됨으로써 더 많은 전기를 생산하고, 청천강 일대의 농경지와 공업시설 그리고 주민들을 홍수 피해로부터 보호하며, 희천과 그 일대의 공장과 농촌에 용수를 원만히 공급할 수 있게 됐다고 말했다.

## 김정일 사망과 부실공사 논란
2011년 12월 19일 조선중앙통신은 김정일 국방위원장이 12월 17일 현지 지도 강행군 길을 이어가다가 겹쌓인 정신·육체적 과로로 하여 열차에서 순직하였다고 발표하였는데, 이 현지지도는 희천발전소와 관련된 것으로 알려졌다. 또한 김정은은 2011년 12월 17일 노동당 중앙위원회 정치국 성원들과 한 담화에서 김정일이 "북부지구"에 대한 현지 지도의 길을 떠났다가 열차에서 순직하였다고 말한 것으로 북측 매체는 보도했다. 한편 희천발전소의 부실공사 논란으로 김정일이 격노하여 현지 지도에 나섰다가 급사하였다고 북한 내부 사정에 정통한 소식통을 인용하여 조선일보는 보도하였다. 희천발전소는 김정일의 사망 이후인 2012년 4월 5일 완공되었다.
2013년 6월 위성사진을 판독한 결과 희천1호발전소, 즉 용림댐이 비상 방류 중인 것으로 확인되었으며 물이 부족한 갈수기에 홍수 경보도 없는데 물을 방류한 것은 댐이나 발전소에 문제가 생긴 것이 아닐까 하는 관측이 있었다. 한편 전문가들은 콘크리트가 굳는데 필요한 시간이 있으므로 댐 건설을 3년 안에 완성하는 것은 무리라는 의견이 있었지만 희천발전소는 기존 공법이 아닌 새로운 공법으로 만들었으며 새로운 콘크리트 급결제 등을 사용하여 댐의 콘크리트 굳는 시간을 단축할 수 있었고 그리하여 희천발전소의 공사기간을 앞당겼다는 조선중앙통신의 보도가 있었다. 또한 북측 매체는 콘크리트를 단시간 내 응결시키는 활성급결제를 개발하여 물길굴(지하수로) 등의 건설과 보수, 언제(댐) 보수 그리고 건물의 벽 또는 천정 등의 보수에서 자재와 노력을 훨씬 절약할 수 있게 됐다고 보도하였다.

## 같이 보기
- 수풍수력발전소